# Indische Fußballnationalmannschaft der Frauen
Die indische Fußballnationalmannschaft der Frauen repräsentiert Indien, im internationalen Frauenfußball. Die Nationalmannschaft ist dem indischen Fußballverband (All India Football Federation) unterstellt und wird von Harjinder Singh trainiert. Sie besteht seit 1975 und wurde bis 1991 von der Women's Football Federation of India organisiert. In den FIFA-Statistiken sind daher die Spiele vor 1991 nicht enthalten. Indien nahm an sieben der bisher ausgetragenen Asienmeisterschaften teil, kam aber nur zweimal über die Vorrunde hinaus. 1981 wurde der dritte und 1983 der zweite Platz erreicht. Allerdings nahmen 1983 nur Thailand, Indien, Malaysia, Singapur, die Philippinen und Hongkong teil. An einer Weltmeisterschaft bzw. an den Olympischen Spielen hat die Auswahl Indiens bisher noch nie teilgenommen.

## Turniere

### Olympische Spiele
- 1996: Nicht teilgenommen
- 2000: Nicht teilgenommen
- 2004: Nicht teilgenommen
- 2008: Nicht qualifiziert
- 2012: Nicht qualifiziert
- 2016: Nicht qualifiziert
- 2020: Nicht qualifiziert
- 2024: Nicht qualifiziert

### Weltmeisterschaft
- 1991: Nicht teilgenommen
- 1995: Nicht teilgenommen
- 1999: Nicht qualifiziert
- 2003: Nicht qualifiziert
- 2007: Nicht qualifiziert
- 2011: Nicht teilgenommen
- 2015: Nicht qualifiziert
- 2019: Nicht qualifiziert
- 2023: Nicht qualifiziert

### Asienmeisterschaft
- 1975: Nicht teilgenommen
- 1977: Nicht teilgenommen
- 1980: Zweiter Platz
- 1981: Dritter Platz
- 1983: Zweiter Platz
- 1986: Nicht teilgenommen
- 1989: Nicht teilgenommen
- 1991: Nicht teilgenommen
- 1993: Nicht teilgenommen
- 1995: Gruppenphase
- 1997: Gruppenphase
- 1999: Gruppenphase
- 2001: Gruppenphase
- 2003: Gruppenphase
- 2006: Nicht qualifiziert
- 2008: Nicht qualifiziert
- 2010: Nicht teilgenommen
- 2014: Nicht qualifiziert
- 2018: Nicht qualifiziert
- 2022: Gruppenphase
- 2026: Qualifiziert

### Asienspiele
- 1990: Nicht teilgenommen
- 1994: Nicht teilgenommen
- 1998: Gruppenphase
- 2002: Nicht teilgenommen
- 2006: Nicht teilgenommen
- 2010: Nicht teilgenommen
- 2014: Gruppenphase
- 2018: Nicht teilgenommen
- 2023: Gruppenphase

### Südasienmeisterschaft
- 2010: Sieger
- 2012: Sieger
- 2014: Sieger
- 2016: Sieger
- 2019: Sieger
- 2022: Halbfinale
- 2024: Halbfinale

## Spiele

### Letzte Spiele
- Bangladesh 0:3 (0:0) Indien , Dhaka, Bangladesch, 18. März, 2011 (Qualifikation für die Olympischen Spiele 2012)
- Indien 1:1 (0:0) Usbekistan , Dhaka, Bangladesh, 22. März, 2011 (Qualifikation für die Olympischen Spiele 2012)
- Indien 1:5 (1:0) Usbekistan , Dhaka, Bangladesh, 23. März, 2011 (Qualifikation für die Olympischen Spiele 2012, Entscheidungsspiel)